# كلير واتسون
كلير واتسون (بالإنجليزية: Claire Watson)‏ هي مغنية ومغنية أوبرا وموسيقية أمريكية، ولدت في 3 فبراير 1927 في نيويورك في الولايات المتحدة، وتوفيت في 16 يوليو 1986 في أوتينغ أم أميرسيه في ألمانيا.

## وصلات خارجية
- كلير واتسون على موقع ميوزك برينز (الإنجليزية)
- كلير واتسون على موقع أول ميوزيك (الإنجليزية)
- كلير واتسون على موقع ديسكوغز (الإنجليزية)